# Leif Hoste
Leif Hoste (* 17. Juli 1977 in Kortrijk) ist ein ehemaliger belgischer Radrennfahrer.

## Sportliche Karriere
Nachdem Hoste 1997 die U23-Version von Omloop Het Volk gewonnen hatte, wurde er 1998 Profi beim Radsportteam Vlaanderen 2002–Eddy Merckx. Er galt als starker Zeitfahrer und gewann zweimal die belgische Zeitfahrmeisterschaften und dank seines Siegs im Abschlusszeitfahren im Jahr 2006 die Drei Tage von De Panne. Bei der Erstaustragung der Eneco Tour 2005 wurde er Dritter im Gesamtklassement.
Ende der Saison 2012 beendete er seine Karriere als Berufsradfahrer. Nach Ende seiner Karriere erhielt er wegen Unregelmäßigkeiten in seinem Biologischen Pass eine zweijährige Dopingsperre. Seine Onkel Geert Malfait und Lieven Malfait waren ebenfalls Radprofi.

## Erfolge
1997
- Omloop Het Volk (U23)

1998
- eine Etappe Tour de l’Avenir

2000
- eine Etappe Tour de la Région Wallonne
- eine Etappe Tour de l’Ain
- Grand Prix de Hannut

2001
- Belgischer Meister – Einzelzeitfahren

2006
- Gesamtwertung und zwei Etappen Drei Tage von De Panne

2007
- Belgischer Meister – Einzelzeitfahren